# Holger Juul Hansen

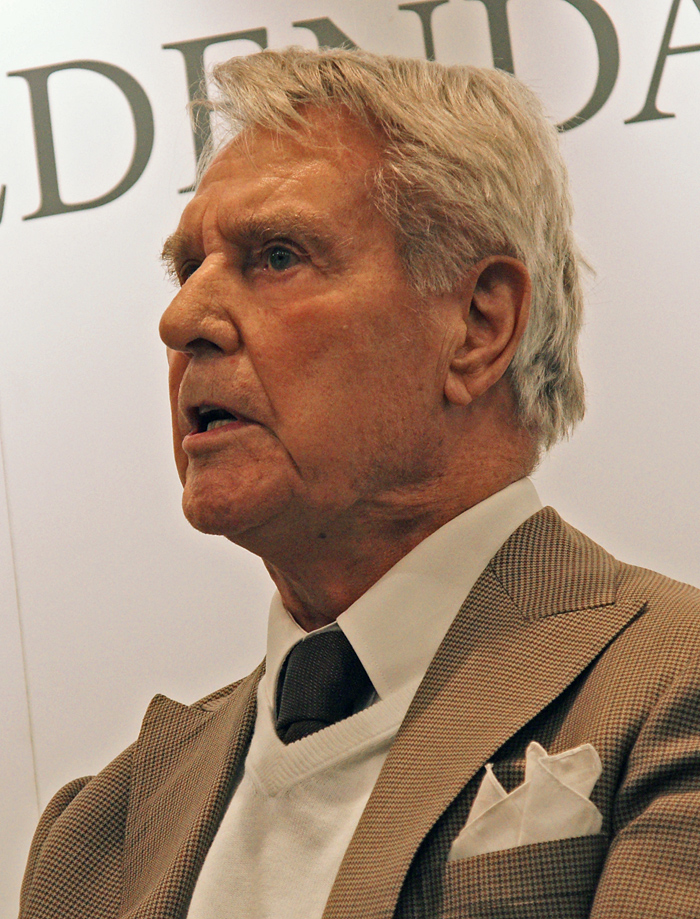
Holger Juul Hansen (2011)

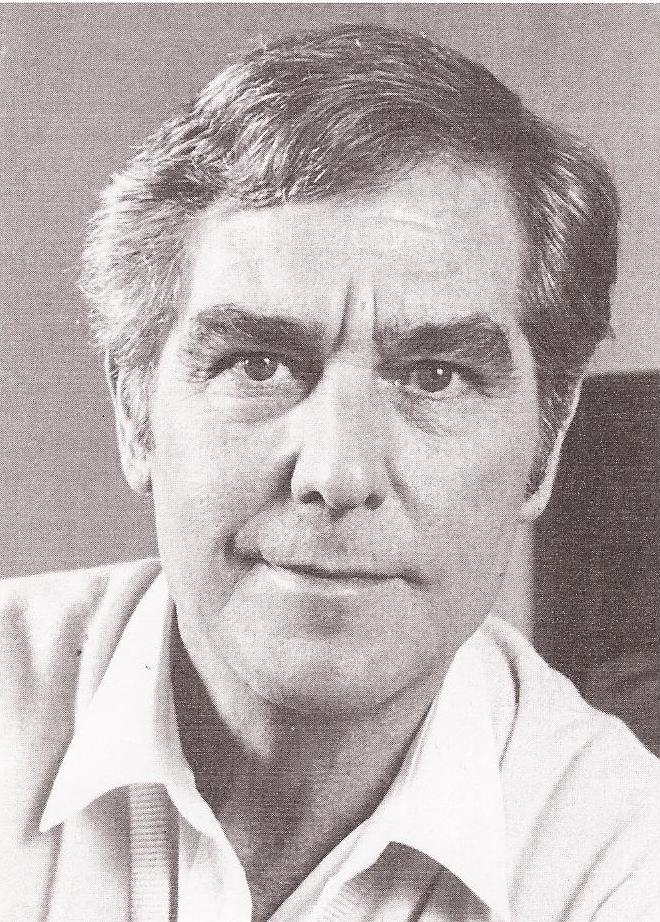
Holger Juul Hansen um 1986

Holger Juul Hansen (* 14. August 1924 in Nyborg; † 19. März 2013 in Kopenhagen) war ein dänischer Schauspieler.

## Leben
Holger Juul Hansen absolvierte zunächst von 1939 bis 1946 eine kaufmännische Lehre in Kopenhagen. Er nahm Unterricht bei Eyvind Johan-Svendsen und erhielt danach von 1946 bis 1948 seine Schauspielausbildung. Sein Debüt gab er am Det Ny-Theater. Nach ersten Engagements in Aalborg (1948 bis 1951) und Odense (1951 bis 1953) kehrte er 1953 nach Kopenhagen zurück, wo er von 1953 bis 1956 an der Allé-Scenen spielte. Nach verschiedenen kurzen Engagements unter anderem am Folketeatret und am Frederiksberg Teater war er von 1957 bis 1959 erneut am Det Ny-Theater engagiert. Danach gehörte er mehr als 25 Jahre lang, von 1961 bis 1987, zum Ensemble des Königlichen Theaters – unterbrochen nur von einer Spielzeit 1976/77 am Aveny Teatret. Am Königlichen Theater spielte er unter anderem den Higgins in My Fair Lady oder den Argan in Der eingebildete Kranke.
Seit 1947 spielte Holger Juul Hansen auch zahlreiche Rollen im Film und später im Fernsehen. Er war in drei Filmen der Olsenbande zu sehen: als Fahrlehrer Larsen in Die Olsenbande schlägt wieder zu (wobei er bei der DEFA von Rolf Herricht synchronisiert wurde) und als Hallandsen in Die Olsenbande fliegt über die Planke und Die Olsenbande fliegt über alle Berge. Seine bekannteste Rolle im dänischen Fernsehen war die des Bankdirektors Hans Christian Varnæs in der Fernsehserie Die Leute von Korsbaek. 1994 und 1997 spielte er in beiden Staffeln von Lars von Triers Hospital der Geister den Einar Moersgaard, wofür er jeweils im folgenden Jahr mit der Bodil geehrt wurde.
Hansen war ab Dezember 1952 mit der 20 Jahre älteren Schauspielerin Else Marie Hansen verheiratet. Nach der Scheidung im Juli 1965 heiratete er noch im selben Jahr die Solotänzerin Inge Olafsen (* 1945).
Holger Juul Hansen starb am 19. März 2013 im Alter von 88 Jahren. Seine Grabstätte befindet sich auf dem Bispebjerg-Kirkegard in Kopenhagen.

## Auszeichnungen
- 1995 Bodil: Bester Nebendarsteller in Hospital der Geister
- 1998 Bodil: Bester Hauptdarsteller in Hospital der Geister II
- Ritter des Dannebrogordens

## Filmografie
- 1947: Soldaten og Jenny
- 1948: I de lyse nætter
- 1954: Himlen er blå
- 1956: Kispus
- 1956: Den store gavtyv
- 1956: Far til fire i byen
- 1956: Ein Mädel zum Küssen (Kispus)
- 1957: Sei lieb zu mir (Ingen tid til kærtegn)
- 1957: Far til fire og onkel Sofus
- 1957: Sønnen fra Amerika
- 1958: Over alle grænser
- 1958: Spion 503
- 1958: Far til fire og ulveungerne
- 1959: Charles tante
- 1959: Kærlighedens melodi
- 1960: Frihedens pris
- 1962: Rikki und die Männer (Rikki og mændene)
- 1964: Tine
- 1965: Landmandsliv
- 1965: Mor bag rattet
- 1966: Krybskytterne paa Næsbygaard
- 1966: Flagermusen
- 1968: Das liebste Spiel (Det kære legetøj)
- 1971–1972: Oh, diese Mieter (Huset på Christianshavn) (Fernsehserie)
- 1973: På´en igen Amalie
- 1974: Nitten røde roser
- 1975: Violer er blå
- 1975: Det gode og det onde
- 1976: Strømer
- 1976: Kassen stemmer
- 1977: Pas på ryggen, professor
- 1977: Terror
- 1977: Die Olsenbande schlägt wieder zu (Olsen-banden deruda’)
- 1977: Nyt legetøj
- 1978–1982: Die Leute von Korsbaek (Matador, Fernsehserie)
- 1981: Die Olsenbande fliegt über die Planke (Olsen-bandens flugt over plankeværket)
- 1981: Die Olsenbande fliegt über alle Berge (Olsen-banden over alle bjerge)
- 1983: Andorra (Fernsehserie)
- 1984: Privatdetektiv Anthonsen (Fernsehserie)
- 1987: Sidste akt
- 1991: Frech wie Krümel (Krummerne)
- 1994: Hospital der Geister I (Riget I)
- 1997: Hospital der Geister II (Riget II)
- 2003: Hodder rettet die Welt (En som Hodder)
- 2005: Bare Holger
- 2007: Alien Teacher (Vikaren, Stimme)
- 2008: Sommer (Fernsehserie)

## Werke
- Det må aldrig blive sølle. Autobiografie. Fisker & Skou, Frederiksberg 1995, ISBN 87-90057-32-5.
- Bag rampelyset – skuespilleranekdoter, Gyldendal, Kopenhagen 2004, ISBN 87-02-03435-2.